# Aslanduz
Aslanduz és una vila del nord-oest de l'Iran, al nord-est de la regió de l'Azerbaidjan Oriental, província d'Ardabil, districte de Mughan, comtat de Germi, a la riba sud de l'Aras. Estava poblada per turcs adari.
És notable únicament per dos fets:
- Entre el 29 de setembre i l'1 d'octubre de 1812 fou escenari de converses preliminars de pau entre Rússia i Pèrsia cap al final de la guerra (1803-1813). les converses es van trencar sense resultat.
- Poc temps després el lloc estava en mans del príncep Abbas Mirza les forces qual foren sorpreses per un atac rus la nit del 31 d'octubre de 1812 i els perses van ser derrotats. Això va ensorrar el front de l'Azerbaidjan i va portar a la pau de Gulistan el 12 d'octubre de 1813.